# Бабёнки (Ивановская область)
Бабёнки — деревня в Ивановском районе Ивановской области России. Входит в состав Коляновского сельского поселения. Находится в пригородной зоне города Иваново.

## География
Находится между автодорогой 24Н-160 (на северу) и ручьем Белый (на юге).

## История
Входит в Коляновское сельское поселение с момента образования 25 февраля 2005 года в соответствии с Законом Ивановской области № 40-ОЗ.

## Население
| 1859 | 1905 | 2010 |
| ---- | ---- | ---- |
| 83   | ↗98  | ↘41  |

### Национальный и гендерный состав
Согласно результатам переписи 2002 года, в национальной структуре населения русские составляли 100 % из 33 чел., из них мужчины — 17, женщин — 16.

## Инфраструктура
Коттеджный посёлок Солнечный, дачи и сады.

## Транспорт
Деревня доступна автотранспортом. Остановка общественного транспорта «Бабёнки».